# Henrique de Joyeuse
Henrique de Joyeuse, Conde du Bouchage, nasceu em Toulouse em 21 de Setembro de 1563. É filho de Guilherme de Joyeuse e de Marie de Batarnay. É irmão de Anne de Joyeuse e do Cardeal Francisco de Joyeuse.
Henrique junta-se aos irmãos na Corte de Henrique III de França, que o nomeia Grande Mestre do Guarda-Roupa. Em 28 de Novembro de 1581, casa-se com Catarina de la Valette, na época com 15 anos. Sua filha, Henriqueta Catarina de Joyeuse, nasce no Palácio do Louvre em 10 de Janeiro de 1585. A morte de Catarina, em 10 de Agosto de 1587, o convence a tornar-se capuchinho, em 24 de Setembro de 1587, sob o nome de "Padre Ange". Henrique III precipita-se para o convento dos capuchinos e, ao ver seu antigo favorito « com a cabeça raspada e os pés nus, pouco faltou para não cair estupefato ao chão ».
O Padre Ange junta-se à Liga Católica: em 23 de Outubro de 1592, deixa o hábito e é nomeado tenente geral do Languedoc. No entanto, por influência do irmão, Francisco, acaba por negociar aliar-se a Henrique IV, antigo huguenote, em Janeiro de 1596 (Édito de Folembray), que o nomeia Marechal da França. Novamente capuchinho, Henrique de Joyeuse (Padre Ange) torna-se um pregador de renome e um místico sujeito à extases. É um dos primeiros a notar o valor de François Leclerc du Tremblay, em religião, Padre José.
Morre em 28 de Setembro de 1608, no convento dos capuchinhos de Rivoli (Itália). Seu corpo foi levado a Paris e foi inumado na capela dos Capuchinhos da Rua Saint-Honoré.
Sobre ele escreve Voltaire (em francês):
"Un frère de Joyeuse osa longtemps paraître.
Ce fut lui que Paris vit passer tour à tour
du siècle au fond d'un cloître, et du cloître à la cour:
Vicieux, pénitent, courtisan, solitaire,
Il prit, quitta, reprit la cuirasse et la haire.
Du pied des saints autels arrosés de ses pleurs,
Il courut de la Ligue animer les fureurs,
Et plongea dans le sang de la France éplorée
la main qu'à l'Éternel il avait consacrée."
Voltaire - La Henriade - Chant IV